# Evangelische Kirche Elbenrod

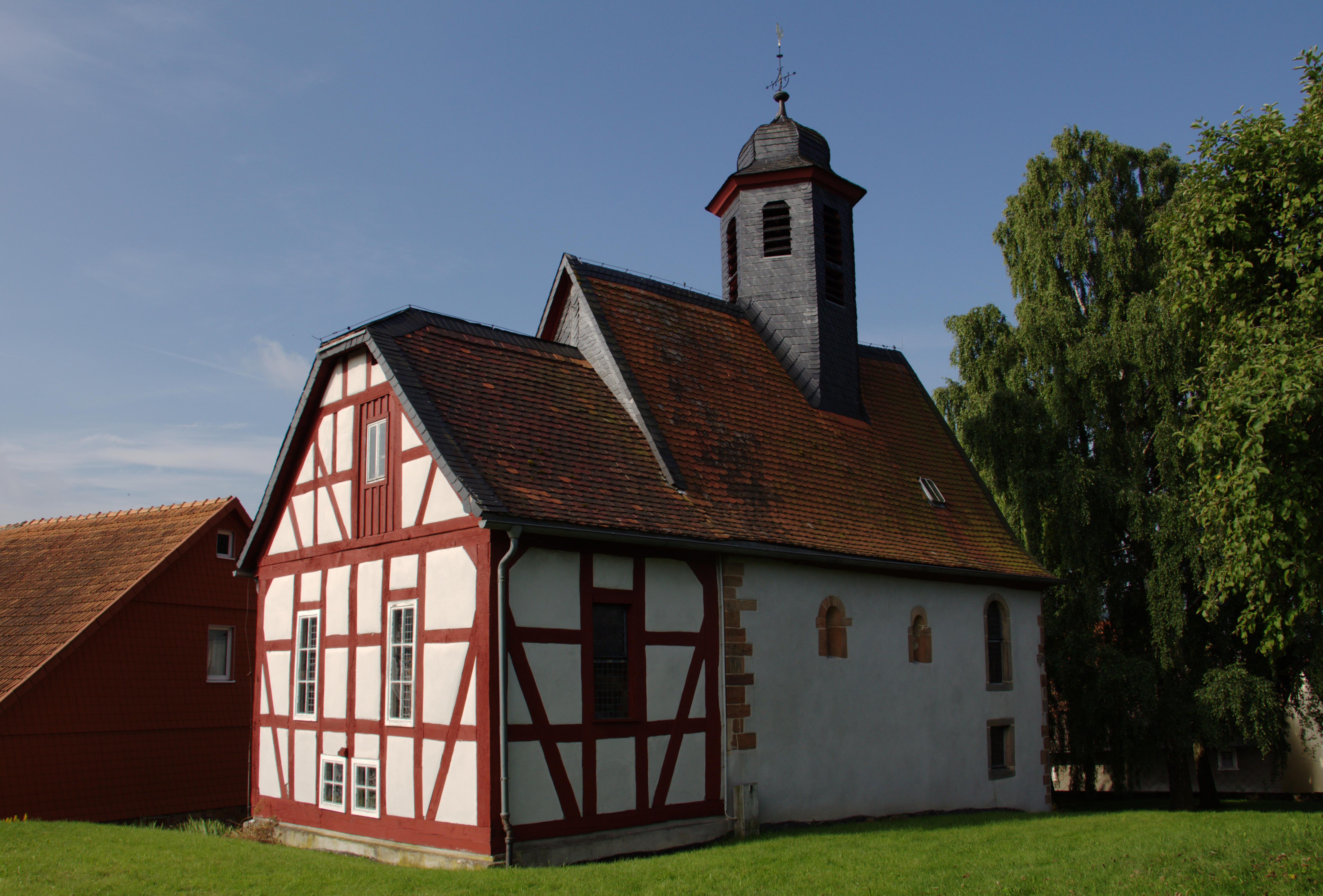
Evangelische Kirche in Elbenrod

Die Evangelische Kirche in Elbenrod, einem Stadtteil von Alsfeld im Vogelsbergkreis in Mittelhessen, wurde im 12. Jahrhundert errichtet. Die Kirche mit der Adresse An der Leit 1 ist ein geschütztes Baudenkmal. Sie ist mit der Kirchengemeinde Eudorf pfarramtlich verbunden, die zum Dekanat Vogelsberg in der Propstei Oberhessen der Evangelischen Kirche in Hessen und Nassau gehört.

## Beschreibung
Die Dorfkirche, deren Schiff aus dem 12. Jahrhundert stammt, befindet sich im ummauerten Kirchhof. Die Wände sind verputzt, die Fenster der Nordseite sind mit Sandsteingewänden versehen. An der Südseite befinden sich hohe Fenster, die im Jahr 1964 mit Bleiglasfenster der Glasmalerei Münch in Groß-Umstadt ausgestattet wurden. Das Schiff wird von einem steilen Satteldach gedeckt, auf dem ein Dachreiter mit Haube aufsitzt.
Die Apsis des romanischen Baus wurde 1715 abgebrochen und durch einen Chor in Fachwerkbauweise ersetzt. Die Pfeiler des ursprünglichen Triumphbogens sind bis zur Kämpferhöhe erhalten geblieben. Das Innere wird durch umlaufende Emporen geprägt, die mit kassettierten Brüstungen versehen sind. Die Decke lastet auf einem Unterzug, den ein gefaster Pfeiler trägt.
Eine Orgel wurde 1843 aus Obbornhofen gebraucht erworben und 1907 für 1940 Mark durch ein neues Werk von Förster & Nicolaus Orgelbau ersetzt. Das einmanualige Instrument verfügt über sechs Register.